# Conor Washington
Conor James Washington (born 18 maig 1992) és un futbolista professional nord-irlandès que juga com a davanter pel Queens Park Rangers i per la selecció d'Irlanda del Nord.
Va començar la seva carrera amb el club St. Ives Town, per posteriorment anar al Newport County per 5,000 lliures el 2012. Després de contribuir a fer que el club retornés a The Football League via play-offs, fou traspassat al Peterborough United el gener de 2014. Dos anys després, va fitxar pel Queens Park Rangers.
Nascut a Anglaterra, Washington pot jugar amb Irlanda del Nord a causa d'un seu avi. Va debutar amb la selecció absoluta el març de 2016 i fou un dels seleccionats per disputar l'Eurocopa 2016.